# Triaenogryllacris horaciotrianai
Triaenogryllacris horaciotrianai is een rechtvleugelig insect uit de familie Gryllacrididae. De wetenschappelijke naam van deze soort werd voor het eerst geldig gepubliceerd in 2020 door Cadena-Castañeda.